# ハセガワ
株式会社ハセガワ（英: HASEGAWA CORPORATION）は日本の模型・プラモデルメーカーである。

## 概要
1941年に長谷川勝呂が創業した木製模型メーカーの「長谷川製作所」を前身とする。飛行機・自動車・艦船などのスケールモデル、キャラクターモデルおよび鉄道模型を生産している。「飛行機のハセガワ」として知られている。
静岡県焼津市八楠に本社が所在する。本社の屋上にF-104が、玄関前にT-3が展示されている。

## 沿革

### 木製模型からプラモデルへ
1941年に長谷川勝呂が「長谷川製作所」を創業、1945年から木製模型などの木製教材の製造・販売を開始した。
1961年プラモデル分野に参入して初のプラモデル「グライダー」3種類を発売。翌1962年6月に多額の開発費を投入した1/450スケールの「戦艦大和」を発売、同年に約15万個が販売され1億2千万円を売り上げるヒットとなった。続けて1/90スケールでF-104スターファイターを、1/70スケールでP-51ムスタングを発売、こちらも売れ筋商品となり、この成功が木製模型からプラモデルへ本格的に経営の主軸を切り替える分岐点となった。

### 飛行機のハセガワ
1965年にスロットカーブームが到来し、その爆発的人気と他社の動向に乗ったハセガワもスロットカー分野に参入したが、加熱しすぎた反動でブームは急速に終焉を迎えた。これ以後安易にブームに乗らず、長く売れる商品作りを目指して安定した人気のある飛行機モデルに着目し、1966年に1/72スケールF4ファントム2を発売した。これが120万個、3億円を売り上げる大ヒットとなったことが「飛行機のハセガワ」の方向性を決めるきっかけとなり、「定番商品」として飛行機プラモデルを主にした開発を続けることになる。
1970年、イギリスのIMA社と提携し、1973年までIMA製品を日本国内にて自社ブランドで販売した。同時にハセガワ製飛行機プラモデルもIMAのフロッグブランドにて欧州で販売された。ハセガワは現用ジェット機、IMAは第二次大戦機が充実していたため提携のメリットは大きく、ハセガワにとっては飛行機模型シリーズを充実し、「飛行機のハセガワ」のブランドイメージを上げる役割も果たした。
アメリカにおいても、1960年代後半からUPC社やAMT社へのOEMの形で商品を販売していたが、1972年よりミニクラフト社との提携により「ハセガワ」ブランドを前面に出した販売を開始し、日本国外での「ハセガワ」知名度アップに繋がった。
1970年、これまでより大型の1/32スケールでの飛行機モデルの製品化を始め、1971年には1/32スケールの零戦52型を、零戦設計者の堀越二郎技師自らの監修で発売した。また1971年には1/700スケール艦船モデルのウォーターラインシリーズ、1973年には1/72スケールミリタリーモデルのミニボックスシリーズを開始し、どちらも飛行機モデルに次ぐ長期シリーズとなった。

### キャラクターモデルへ進出
1980年代、スケールモデル以外のジャンルを模索していたハセガワは、自社デザインによるSF系メカシリーズ「スペースオペレーションシリーズ」を立ち上げ、数点のキットを発売するもののセールスには結びつかず数年で撤退している。またそれと前後してトミーの「レンズマンシリーズ」のプラモデルキットをOEM開発していたことがある。1980年代末期にはミニ四駆ブームに便乗し、「カムコンテック」という自動ステアリング機構を持ったモーターライズキットを開発している。
1990年代に入り、既存金型を流用しながら新規デカールや一部パーツを追加したキャラクターキットの発売を開始。『エリア88』や『戦場まんがシリーズ』などのメジャー作品から、『青空少女隊』や『エアロダンシング』というマイナー作品までをキット化。他にも『ああっ女神さまっ』から「猫実工大震電」、『帰ってきたウルトラマン』の「マットビハイクル」など幅広いジャンルを網羅していた。変わり種としては酒井法子率いる『のりピーレーシングチーム』の「のりピーシビック」をキット化した。これらのキャラクターキットの販売は、主に「アクト (A.Q.T.) ハセガワ」のブランドで行われた。また、香港のドラゴンモデルズとの共同企画として『鉄腕アトム』のキットを商品化したのもこの頃である。1990年代半ばには『スター・ウォーズ』のフィギュアをプラモデル化する企画がホビーショーや雑誌広告で告知されたが商品化は実現しなかった。

### 鉄道模型へ参入
1990年代初頭にTVゲームメーカーのハドソンからの依頼で製作した、1/80スケールの土佐電鉄600形の『桃太郎電鉄』広告塗装のプラモデルを一般発売したところ大反響を呼び、これを鉄道模型として走らせるための動力装置が他社から発売されるなどのブームとなった。これをきっかけとして1/80スケールの鉄道模型 (16番ゲージ) に参入、エンドウの技術提供を受け、同社製品の『コキ104』や『キハ110系』などのボディ製造を担当した。
1997年にはNゲージにも参入し、鉄道模型ブランドとしてモデモ (MODEMO) を設立した。

### 総合模型メーカー
2000年9月20日、創業時から長く親しまれていた社名「長谷川製作所」からカタカナ表記の「ハセガワ」に商号・社名を変更した。
2001年以降マクロスシリーズやウルトラシリーズなどのアニメ・特撮関連、電脳戦機バーチャロンといったTVゲーム関連のキャラクターモデル商品の開発に参入する。そのきっかけは『超時空要塞マクロス』に登場する可変戦闘機・VF-1バルキリーの商品化で、この人気メカの戦闘機形態がF-14トムキャットをモデルとしていたことから、新金型キットを開発しても「飛行機のハセガワ」ブランドのイメージを活かせるとの判断があった。飛行機で培った精細な技術を注ぎ込んだ結果、今までハセガワの模型を購入したことがないキャラクターモデラーまで取り込んだ大ヒットを収めた。それがキャラクター分野への本格的参入に繋がり、その後のシリーズでは人型ロボットモデルにも手を広げ、ポリキャップなどキャラクターモデル独特の可動技術で向上を図っている。
2008年、マシーネンクリーガーシリーズへの参入を表明し、第1弾として傭兵軍の反重力装甲戦闘機「ファルケ」を2009年3月に発売した。このような経緯を経て、ハセガワは国内の模型メーカーとしてはスケールモデルとキャラクターモデルの両方を手がける数少ないメーカーとなっている。
2009年にはゲームに登場する「痛戦闘機」、通称「アイマス機」をモデル化するアイドルマスタープロジェクトを開始した。基本は『戦場まんがシリーズ』などと同様既存キットの成形色・デカール変えであるが、新規開発した1/48スケールのF-22を米空軍仕様に先駆けてアイマス機仕様で発売し話題を呼んだ。自社でモデル化していない機体についてはアメリカレベルなど他社製の成形品を使用している。

## 製品

### スケールモデル
1/32, 1/48, 1/72, 1/144, 1/200 飛行機シリーズ
「飛行機のハセガワ」を象徴するスケールモデル。シャープなモールドやディテール表現が評価を受け、スケールモデルファン向けに世界29か国のハセガワ現地代理店 を通じて輸出されている。タミヤと並び国際的に知名度が高いプラモデルシリーズ。販売する飛行機モデルの種類は日本国内随一である。
- 1/32：主要な第二次大戦中の軍用機を中心に、戦後の軍用機と複葉機が少数ある。近年、特に日本の大戦機の拡充が見られる。
- 1/48：第二次大戦〜現用機まで幅広く展開する、現在のハセガワの主力商品群。限定生産で販売された商品を含めるとその数は約1000種類にも及ぶ。特に日本の軍用機の種類においては他社の追随を許さない豊富さである。
- 1/72：1/48スケールと同様、第二次大戦〜現用機まで幅広く網羅している主力商品であり、現在の「飛行機のハセガワ」の基礎を形成した伝統のスケールである。開発年次は1/48より古いものが多いが、新製品の開発も継続されており、1/48スケールにはない飛行機もまだ数多くある。
- 1/144：YS-11シリーズなどが少数存在するが、現在は製造休止となっている。
- 1/200：ジェット旅客機のスケールモデルを中心に、中・大型の軍用機（輸送機など）も製品化されている。なお、旅客機のプラモデルは世界的には1/144スケールが主流であるが、1/200スケールでは模型メーカー随一のラインナップを誇る（製造休止の機種を含む）。

1/24 カーモデルシリーズ
1960年代のスロットカーブーム時以降、長らくカーモデルは発売していなかったが、1986年に製品化を再開し、以後現行カーモデルからヒストリックカーシリーズまで手がけている。ヒストリックカーや80年代〜90年代の国産ネオクラシックカーは2010年代以降特に近年力を入れており、飛行機モデルに次ぐ「定番商品」を目指してこれまでライバルメーカーがモデル化して来なかった厳選した人気旧車を次々とモデル化しており、ライバルメーカーのタミヤや青島文化教材社やフジミ模型との差別化を果たしている。また、WRCに参戦したラリーカーや、80〜90年代のツーリングカー選手権に出場した車種も多数モデル化されている。
1/12 オートバイモデルシリーズ
2010年より新たに展開を開始したシリーズ。レーサーモデルを中心に展開するということで、第1弾として2009年ロードレース世界選手権GP250ccクラスで青山博一選手が搭乗し、2ストローク250ccでの最後のチャンピオンを獲得したチーム・スコットRS250RWを発売した。オートバイモデルとしては後発になる為か、タミヤ等のキットをかなり研究した上で発売されているようである。
1/72 ミニボックスシリーズ
軍用車両をそれまでこのクラスで一般的だった1/76スケールではなく、1/72スケールでモデル化した草分け的製品。1973年のシリーズ開始以来、飛行機に次ぐ安定した人気でロングラン販売されているが、2000年代に入ってから開発されたヨーロッパや中国製のキットと比べると設計の古さが目立つものも多い。また、1970年代半ばにはイタリアのESCI (エッシー) が製造した1/72スケールのAFV模型をミニボックスEシリーズとして販売していた。
1/350 艦船模型シリーズ
2005年に発売した日本海軍戦艦「三笠」は詳細なディテール再現とモールドがホビー市場から高い評価を受け、戦艦模型としては異例のヒットになり、その後グレードアップパーツ・オプションのエッチングパーツが追加発売されるなど話題になった。2006年5月に、ハセガワ創業65周年企画として第二弾日本海軍甲型駆逐艦「雪風」を発売、第三弾は南極観測50周年を記念した南極観測船「宗谷」。これらの好評を受けて引き続き大型艦の「長門」、「赤城」を発売し、世界的規模の1/350スケール艦船模型ブームの火付け役となった。
1/700 艦船模型 ウォーターラインシリーズ
静岡にあるメーカー3社（タミヤ・アオシマ・ハセガワ）の共同で1971年から販売している、1/700スケールで喫水線から上を再現した艦船模型のシリーズ。初期の製品は部品が赤みがかった濃い灰色で成形されており、他の3社とは大きく色が違っていた。
ミュージアムシリーズ
1980年代前半に、初期の複葉機を1/8 - 1/16の大サイズで精密さを前面に出してモデル化した、本格的組み立てキット。博物館に展示されているモデルにも遜色しないシリーズとして命名された。木・プラスチック・真鍮・ラバー・メタルなどの素材を使用している。
日本以外の模型メーカーの代理店として
ドイツレベルなどの日本以外の模型メーカー製キットおよび完成品の日本への輸入を行っている。また、アメリカレベル、バンキッシュMGの1/32スロットカーシリーズの完成品モデルなども2000年代初めに取り扱いを始めた。1990年代初めよりドラゴンモデルズの輸入代理店として同社製品の日本国内販売を行っていたが、2010年1月で取り扱いを終了した。

### キャラクターモデル
- 電脳戦機バーチャロン
- マクロスシリーズ
- ウルトラシリーズ
- マシーネンクリーガー
- アイドルマスタープロジェクト
「アイマス機」（『エースコンバット6』と『THE IDOLM@STER』のコラボ機体）の商品化

2011年12月には創立70周年を記念した新プロジェクトとして、『クリエイターワークスシリーズ』をスタートさせた。ひとつの作品に拘らず、アニメーションやゲームなどのさまざまなジャンルからの製品化を実現している。

### たまごヒコーキ
1980年代に、卵形にディフォルメされた「たまごヒコーキ」シリーズとして発売され、ボックスアートもポップでコミカルな明るい箱絵で数十種類が発売された人気シリーズ。購買層は低学年の児童から大人まで幅広かった。長い間絶版であったが、このたまごシリーズで飛行機モデルの魅力・プラモデルの工作・塗装の楽しさを知るきっかけとなる入門モデルとしての役割も果たした。2007年11月より藤沢孝のイラストにボックスアートを変更して再発売され、新金型による新製品も追加されている。

### 鉄道模型
現在の製品は主にNゲージである。都電、東急世田谷線、土佐電気鉄道などの路面電車と箱根登山鉄道、江ノ島電鉄などの小型電車の完成品が主流であるが、JR東海313系電車や小田急20000形電車といったJR形車輛や大手私鉄の特急形車輌も製品化している。
また1980年代に中村精密が製造した客車のプラスチック製キットの金型を引き取り完成品として販売している。
16番ゲージでもHOゲージの名称で東京都電6000形、箱根登山鉄道モハ2形、JR東海373系電車を製品化していたが、近年に発売された江ノ島電気鉄道100形電車以外は生産中止状態になっている。

### その他の製品
「トライツール」のブランド名で工具を販売している。また通販のみだが、模型用コーティングポリマーのノウハウを生かした実車用コーティングポリマーも販売している。

## JMC
JOYFUL MODELLERS' CONVENTION OF HASEGAWA の略で、ハセガワが有料会員制で運営する模型ファン会員組織。模型ファン (モデラー) 同士の交流や、作品展示会・技術交流・コンテストなどを主な目的とする。プラモデルの愛好者を広げ、育てる組織として日本全国各地の協賛模型店がJMCステーションに加盟している。
2012年の作品展を最後にJMCの活動は休止中。
2013年4月に株式会社 ハセガワ　ＪＭＣ事務局名で発表された声明によると
「22年間ＪＭＣを続けて参りましたが、 昨今では出品作品の大型化と精密化による輸送費の増大、 スタッフ増加による人件費の増大、 またスタッフの負担増など様々な弊害が出ておりました。 今年度のＪＭＣを開催するにあたり、スタッフ一同で長い時間をかけて 話し合いを続けて参りましたが、解決策は見つからず、 ひとまずお休みをいただいて、その間に運営方法などを刷新し、 新しいＪＭＣとして再出発する事にいたしました。再出発の時期は未定ですが、決まり次第、ご案内させていただきます。」
とのことである。